# Mound Bayou
La ville américaine de Mound Bayou est située dans le comté de Bolivar, dans l’État du Mississippi. Lors du recensement de 2000, sa population s’élevait à 2 102 habitants. Coordonnées géographiques : 33° 52′ 50″ N, 90° 43′ 41″ O.

## Histoire
Mound Bayou a été fondée en 1887 par d’anciens esclaves menés par Isaiah Montgomery. De nos jours, 98,4 % de sa population est d’origine africaine, un des pourcentages les plus élevés du pays.

## Source
- (en) Cet article est partiellement ou en totalité issu de l’article de Wikipédia en anglais intitulé « Mound Bayou, Mississippi » (voir la liste des auteurs).